# Liste der Mitglieder des Landtags von Baden-Württemberg (10. Wahlperiode)
Liste der Mitglieder des 10. baden-württembergischen Landtages (1988–1992) mit Wahlkreis und Fraktionszugehörigkeit.
Der 10. Landtag wurde am 20. März 1988 gewählt. Die 1. Plenarsitzung fand am 7. Juni 1988, die letzte am 20. Februar 1992 statt.
Zum Präsidenten des Landtags von Baden-Württemberg wurde Erich Schneider gewählt.
Änderungen im Fraktionsvorsitz: Nach dem Rücktritt des Ministerpräsidenten Lothar Späth wurde Erwin Teufel am 22. Januar 1991 zu seinem Nachfolger gewählt, als Fraktionsvorsitzender der CDU folgte ihm Günther Oettinger nach. 1990 wechselte der Fraktionsvorsitz bei den Grünen von Birgitt Bender zu Rezzo Schlauch.

## Abgeordnete
| Name                       | Lebensdaten | Fraktion | Wahlkreis                    | Mandat                       | Anmerkung                                                                      |
| -------------------------- | ----------- | -------- | ---------------------------- | ---------------------------- | ------------------------------------------------------------------------------ |
| Hans Albrecht              | 1923–2006   | FDP/DVP  | 44 Enz                       | Zweitmandat                  |                                                                                |
| Ernst Arnegger             | 1944        | CDU      | 67 Bodensee                  | Direktmandat                 |                                                                                |
| Werner Baumhauer           | 1930–2021   | CDU      | 24 Heidenheim                | Direktmandat                 |                                                                                |
| Wolfgang Bebber            | 1943        | SPD      | 19 Eppingen                  | Zweitmandat                  |                                                                                |
| Hans Beerstecher           | 1938        | SPD      | 12 Ludwigsburg               | Zweitmandat                  |                                                                                |
| Birgitt Bender             | 1956        | GRÜNE    | 01 Stuttgart I               | Zweitmandat                  | Fraktionsvorsitzende bis 1990                                                  |
| Frieder Birzele            | 1940–2023   | SPD      | 10 Göppingen                 | Zweitmandat                  |                                                                                |
| Gerhard Bloemecke          | 1936–2013   | CDU      | 37 Mannheim III              | Direktmandat                 |                                                                                |
| Rainer Brechtken           | 1945        | SPD      | 15 Waiblingen                | Zweitmandat                  |                                                                                |
| Ulrich Brinkmann           | 1942–2000   | SPD      | 48 Breisgau                  | Zweitmandat                  |                                                                                |
| Liselotte Bühler           | 1922–2003   | SPD      | 04 Stuttgart IV              | Zweitmandat                  |                                                                                |
| Reinhard Bütikofer         | 1953        | GRÜNE    | 34 Heidelberg                | Zweitmandat                  |                                                                                |
| Walter Caroli              | 1942        | SPD      | 50 Lahr                      | Zweitmandat                  |                                                                                |
| Wolfgang Daffinger         | 1927–2013   | SPD      | 39 Weinheim                  | Zweitmandat                  |                                                                                |
| Rudolf Decker              | 1934–2024   | CDU      | 06 Leonberg                  | Direktmandat                 |                                                                                |
| Walter Döring              | 1954        | FDP/DVP  | 22 Schwäbisch Hall           | Zweitmandat                  | Fraktionsvorsitzender                                                          |
| Josef Dreier               | 1931–2023   | CDU      | 68 Wangen                    | Direktmandat                 |                                                                                |
| Wolfgang Drexler           | 1946        | SPD      | 07 Esslingen                 | Zweitmandat                  |                                                                                |
| Jürgen Eisele              | 1951        | CDU      | 31 Ettlingen                 | Direktmandat                 |                                                                                |
| Heinz Eyrich               | 1929–2015   | CDU      | 58 Lörrach                   | Direktmandat                 |                                                                                |
| Gundolf Fleischer          | 1943        | CDU      | 48 Breisgau                  | Direktmandat                 |                                                                                |
| Alfred Geisel              | 1931        | SPD      | 26 Aalen                     | Zweitmandat                  |                                                                                |
| Rosemarie Glaser           | 1949        | GRÜNE    | 47 Freiburg II               | Zweitmandat                  |                                                                                |
| Karl Göbel                 | 1936–2017   | CDU      | 64 Ulm                       | Direktmandat                 |                                                                                |
| Helmut Göschel             | 1944        | SPD      | 41 Sinsheim                  | Zweitmandat                  |                                                                                |
| Heinz Goll                 | 1938        | SPD      | 32 Rastatt                   | Zweitmandat                  |                                                                                |
| Ulrich Goll                | 1950        | FDP/DVP  | 67 Bodensee                  | Zweitmandat                  |                                                                                |
| Friedrich Haag             | 1930–2022   | FDP/DVP  | 02 Stuttgart II              | Zweitmandat                  |                                                                                |
| Alfred Haas                | 1950        | CDU      | 49 Emmendingen               | Direktmandat                 |                                                                                |
| Heinrich Haasis            | 1945        | CDU      | 63 Balingen                  | Direktmandat                 |                                                                                |
| Annemarie Hanke            | 1935–1992   | CDU      | 09 Nürtingen                 | Direktmandat                 | verstorben am 17. Februar 1992 (Nachfolger: Ulrich Stechele)                   |
| Heinz Heckmann             | 1932–2012   | CDU      | 29 Bruchsal                  | Direktmandat                 |                                                                                |
| Martin Herzog              | 1936        | CDU      | 07 Esslingen                 | Direktmandat                 | Mandat niedergelegt zum 30. September 1989 (Nachfolgerin: Christa Vossschulte) |
| Felix Hodapp               | 1926–2019   | CDU      | 52 Kehl                      | Direktmandat                 |                                                                                |
| Fritz Hopmeier             | 1930–2014   | CDU      | 08 Kirchheim                 | Direktmandat                 |                                                                                |
| Peter Hund                 | 1943–2021   | SPD      | 24 Heidenheim                | Zweitmandat                  |                                                                                |
| Michael Jacobi             | 1960        | GRÜNE    | 14 Bietigheim-Bissingen      | Zweitmandat                  |                                                                                |
| Ernst Keitel               | 1939–2014   | CDU      | 22 Schwäbisch Hall           | Direktmandat                 |                                                                                |
| Bernd Kielburger           | 1947        | SPD      | 44 Enz                       | Zweitmandat                  |                                                                                |
| Birgit Kipfer              | 1943        | SPD      | 06 Leonberg                  | Zweitmandat                  |                                                                                |
| Eugen Klunzinger           | 1938        | CDU      | 05 Böblingen                 | Direktmandat                 |                                                                                |
| Rudolf Köberle             | 1953        | CDU      | 69 Ravensburg                | Nachrücker im Direktmandat   | eingetreten am 20. Januar 1990 für Alfons Maurer                               |
| Hans Dieter Köder          | 1940        | SPD      | 05 Böblingen                 | Zweitmandat                  |                                                                                |
| Winfried Kretschmann       | 1948        | GRÜNE    | 09 Nürtingen                 | Zweitmandat                  |                                                                                |
| Rolf Kurz                  | 1935–2018   | CDU      | 15 Waiblingen                | Direktmandat                 |                                                                                |
| Karl Lang                  | 1929–2013   | CDU      | 12 Ludwigsburg               | Direktmandat                 |                                                                                |
| Ulrich Lang                | 1933–2018   | SPD      | 22 Schwäbisch Hall           | Zweitmandat                  |                                                                                |
| Hugo Leicht                | 1934–2000   | CDU      | 42 Pforzheim                 | Direktmandat                 |                                                                                |
| Manfred List               | 1936        | CDU      | 14 Bietigheim-Bissingen      | Nachrücker im Direktmandat   | eingetreten am 1. August 1991 für Lothar Späth                                 |
| Franz Longin               | 1933        | CDU      | 04 Stuttgart IV              | Direktmandat                 |                                                                                |
| Eberhard Lorenz            | 1942        | SPD      | 64 Ulm                       | Zweitmandat                  |                                                                                |
| Hans Lorenz                | 1954        | CDU      | 39 Weinheim                  | Direktmandat                 |                                                                                |
| Alfons Maurer              | 1927–1992   | CDU      | 69 Ravensburg                | Direktmandat                 | Mandat niedergelegt am 17. Februar 1990 (Nachfolger: Rudolf Köberle)           |
| Ulrich Maurer              | 1948        | SPD      | 03 Stuttgart III             | Zweitmandat                  |                                                                                |
| Robert Maus                | 1933–2025   | CDU      | 57 Singen                    | Direktmandat                 |                                                                                |
| Paul-Stefan Mauz           | 1960        | CDU      | 61 Hechingen-Münsingen       | Direktmandat                 |                                                                                |
| Gerhard Mayer-Vorfelder    | 1933–2015   | CDU      | 02 Stuttgart II              | Direktmandat                 |                                                                                |
| Wolfram Meyer              | 1931–2000   | CDU      | 28 Karlsruhe II              | Direktmandat                 |                                                                                |
| Walter Mogg                | 1937–2021   | SPD      | 61 Hechingen-Münsingen       | Zweitmandat                  |                                                                                |
| Herbert Moser              | 1947        | SPD      | 55 Tuttlingen-Donaueschingen | Zweitmandat                  |                                                                                |
| Hermann Mühlbeyer          | 1939        | CDU      | 20 Neckarsulm                | Direktmandat                 |                                                                                |
| Helmut Münch               | 1933–2017   | SPD      | 36 Mannheim II               | Direktmandat                 |                                                                                |
| Christine Muscheler-Frohne | 1950        | GRÜNE    | 62 Tübingen                  | Zweitmandat                  |                                                                                |
| Karl Nicola                | 1939–2023   | SPD      | 49 Emmendingen               | Zweitmandat                  |                                                                                |
| Ulrich Noller              | 1950        | GRÜNE    | 44 Enz                       | Nachrücker im Zweitmandat    | eingetreten am 23. Januar 1992 für Gerd Schwandner                             |
| Günther Oettinger          | 1953        | CDU      | 13 Vaihingen                 | Direktmandat                 | Fraktionsvorsitzender ab 1991                                                  |
| Helmut Ohnewald            | 1936–2018   | CDU      | 25 Schwäbisch Gmünd          | Direktmandat                 |                                                                                |
| Karl Östreicher            | 1931–1998   | CDU      | 21 Hohenlohe                 | Direktmandat                 |                                                                                |
| Guntram Palm               | 1931–2013   | CDU      | 16 Schorndorf                | Direktmandat                 | Mandat niedergelegt 1992 (Nachfolger: Karl Walter Ziegler)                     |
| Manfred Pfaus              | 1939        | CDU      | 38 Neckar-Odenwald           | Direktmandat                 |                                                                                |
| Ernst Pfister              | 1947–2022   | FDP/DVP  | 55 Tuttlingen-Donaueschingen | Zweitmandat                  |                                                                                |
| Dieter Puchta              | 1950        | SPD      | 59 Waldshut                  | Zweitmandat                  |                                                                                |
| Johanna Maria Quis         | 1959        | GRÜNE    | 46 Freiburg I                | Zweitmandat                  | Mandat niedergelegt zum 3. Juli 1990 (Nachfolgerin: Barbara Schroeren-Boersch) |
| Josef Rebhan               | 1937        | CDU      | 53 Rottweil                  | Direktmandat                 |                                                                                |
| Ludger Reddemann           | 1938        | CDU      | 46 Freiburg I                | Direktmandat                 |                                                                                |
| Julius Redling             | 1947        | SPD      | 54 Villingen-Schwenningen    | Zweitmandat                  |                                                                                |
| Peter Reinelt              | 1939–2010   | SPD      | 58 Lörrach                   | Zweitmandat                  |                                                                                |
| Dieter Remppel             | 1940        | CDU      | 10 Göppingen                 | Direktmandat                 |                                                                                |
| Friedhelm Repnik           | 1949        | CDU      | 62 Tübingen                  | Direktmandat                 |                                                                                |
| Albert Reuter              | 1926–2012   | CDU      | 23 Main-Tauber               | Direktmandat                 |                                                                                |
| Jürgen Rochlitz            | 1937–2019   | GRÜNE    | 39 Weinheim                  | Zweitmandat                  |                                                                                |
| Robert Ruder               | 1934–2015   | CDU      | 51 Offenburg                 | Direktmandat                 |                                                                                |
| Barbara Schäfer-Wiegand    | 1934–2024   | CDU      | 27 Karlsruhe I               | Direktmandat                 |                                                                                |
| Bernhard Scharf            | 1936–2024   | FDP/DVP  | 39 Weinheim                  | Zweitmandat                  |                                                                                |
| Thomas Schäuble            | 1948–2013   | CDU      | 32 Rastatt                   | Direktmandat                 |                                                                                |
| Hermann Schaufler          | 1947–2022   | CDU      | 60 Reutlingen                | Direktmandat                 |                                                                                |
| Winfried Scheuermann       | 1938        | CDU      | 44 Enz                       | Direktmandat                 |                                                                                |
| Rezzo Schlauch             | 1947        | GRÜNE    | 02 Stuttgart II              | Zweitmandat                  | Fraktionsvorsitzender ab 1990                                                  |
| Dietmar Schlee             | 1938–2002   | CDU      | 70 Sigmaringen               | Direktmandat                 |                                                                                |
| Erich Schneider            | 1933–2024   | CDU      | 17 Backnang                  | Direktmandat                 |                                                                                |
| Norbert Schneider          | 1935        | CDU      | 45 Freudenstadt              | Direktmandat                 |                                                                                |
| Alfred Schöffler           | 1929–2017   | SPD      | 20 Neckarsulm                | Zweitmandat                  |                                                                                |
| Ventur Schöttle            | 1929–2024   | CDU      | 65 Ehingen                   | Direktmandat                 |                                                                                |
| Günter Schrempp            | 1942        | SPD      | 47 Freiburg II               | Direktmandat                 |                                                                                |
| Barbara Schroeren-Boersch  | 1956        | GRÜNE    | 46 Freiburg I                | Nachrückerin im Zweitmandat  | eingetreten am 4. Juli 1990 für Johanna Maria Quis                             |
| Marianne Schultz-Hector    | 1929–2021   | CDU      | 03 Stuttgart III             | Direktmandat                 |                                                                                |
| Gerd Schwandner            | 1951        | GRÜNE    | 44 Enz                       | Zweitmandat                  | Mandat niedergelegt zum 21. Januar 1992 (Nachfolger: Ulrich Noller)            |
| Hermann Seimetz            | 1938–2022   | CDU      | 11 Geislingen                | Direktmandat                 |                                                                                |
| Rolf Seltenreich           | 1948        | SPD      | 35 Mannheim I                | Direktmandat                 |                                                                                |
| Michael Sieber             | 1947        | CDU      | 40 Schwetzingen              | Direktmandat                 |                                                                                |
| Helga Solinger             | 1939        | SPD      | 02 Stuttgart II              | Zweitmandat                  |                                                                                |
| Lothar Späth               | 1937–2016   | CDU      | 14 Bietigheim-Bissingen      | Direktmandat                 | Mandat niedergelegt zum 31. Juli 1991 (Nachfolger: Manfred List)               |
| Dieter Spöri               | 1943        | SPD      | 18 Heilbronn                 | Direktmandat                 | Fraktionsvorsitzender                                                          |
| Ulrich Stechele            | 1941–2001   | CDU      | 18 Heilbronn                 | Nachrücker im Direktmandat   | eingetreten am 17. Februar 1992 für Annemarie Hanke                            |
| Wilfried Steuer            | 1933        | CDU      | 66 Biberach                  | Direktmandat                 |                                                                                |
| Dieter Stoltz              | 1938        | SPD      | 27 Karlsruhe I               | Zweitmandat                  |                                                                                |
| Peter Straub               | 1939        | CDU      | 59 Waldshut                  | Direktmandat                 |                                                                                |
| Roland Ströbele            | 1943–2021   | CDU      | 55 Tuttlingen-Donaueschingen | Direktmandat                 |                                                                                |
| Gerd Teßmer                | 1945        | SPD      | 38 Neckar-Odenwald           | Zweitmandat                  |                                                                                |
| Erwin Teufel               | 1939        | CDU      | 54 Villingen-Schwenningen    | Direktmandat                 | Fraktionsvorsitzender bis 1991                                                 |
| Arnold Tölg                | 1934–2024   | CDU      | 43 Calw                      | Direktmandat                 |                                                                                |
| Klaus von Trotha           | 1938        | CDU      | 56 Konstanz                  | Direktmandat                 |                                                                                |
| Karl Theodor Uhrig         | 1923–2000   | CDU      | 50 Lahr                      | Direktmandat                 |                                                                                |
| Brigitte Unger-Soyka       | 1949        | SPD      | 34 Heidelberg                | Zweitmandat                  |                                                                                |
| Kurt Vollmer               | 1934–1998   | FDP/DVP  | 15 Waiblingen                | Zweitmandat                  |                                                                                |
| Eugen Volz                 | 1932–2019   | CDU      | 26 Aalen                     | Direktmandat                 |                                                                                |
| Christa Vossschulte        | 1944        | CDU      | 07 Esslingen                 | Nachrückerin im Direktmandat | eingetreten am 2. Oktober 1989 für Martin Herzog                               |
| Karl Weber                 | 1936        | CDU      | 34 Heidelberg                | Direktmandat                 |                                                                                |
| Gerd Weimer                | 1948        | SPD      | 62 Tübingen                  | Zweitmandat                  |                                                                                |
| Karl Weingärtner           | 1932–2019   | SPD      | 60 Reutlingen                | Zweitmandat                  |                                                                                |
| Werner Weinmann            | 1935–1997   | SPD      | 09 Nürtingen                 | Zweitmandat                  |                                                                                |
| Gerhard Weiser             | 1931–2003   | CDU      | 41 Sinsheim                  | Direktmandat                 |                                                                                |
| Ulrich Wendt               | 1945        | CDU      | 33 Baden-Baden               | Direktmandat                 |                                                                                |
| Peter Wetter               | 1930–2020   | CDU      | 01 Stuttgart I               | Direktmandat                 |                                                                                |
| Karl-Peter Wettstein       | 1940–2013   | SPD      | 40 Schwetzingen              | Zweitmandat                  |                                                                                |
| Claus Weyrosta             | 1925–2003   | SPD      | 14 Bietigheim-Bissingen      | Zweitmandat                  |                                                                                |
| Franz Wieser               | 1941        | CDU      | 30 Bretten                   | Direktmandat                 |                                                                                |
| Brigitte Wimmer            | 1946        | SPD      | 28 Karlsruhe II              | Zweitmandat                  |                                                                                |
| Peter Wintruff             | 1940        | SPD      | 30 Bretten                   | Zweitmandat                  |                                                                                |
| Norbert Zeller             | 1950        | SPD      | 67 Bodensee                  | Zweitmandat                  |                                                                                |
| Karl Walter Ziegler        | 1930–2019   | CDU      | 16 Schorndorf                | Nachrücker im Direktmandat   | eingetreten 1992 für Guntram Palm                                              |
| Gerd Zimmermann            | 1947        | CDU      | 19 Eppingen                  | Direktmandat                 |                                                                                |